# Palazzo Ricciardelli

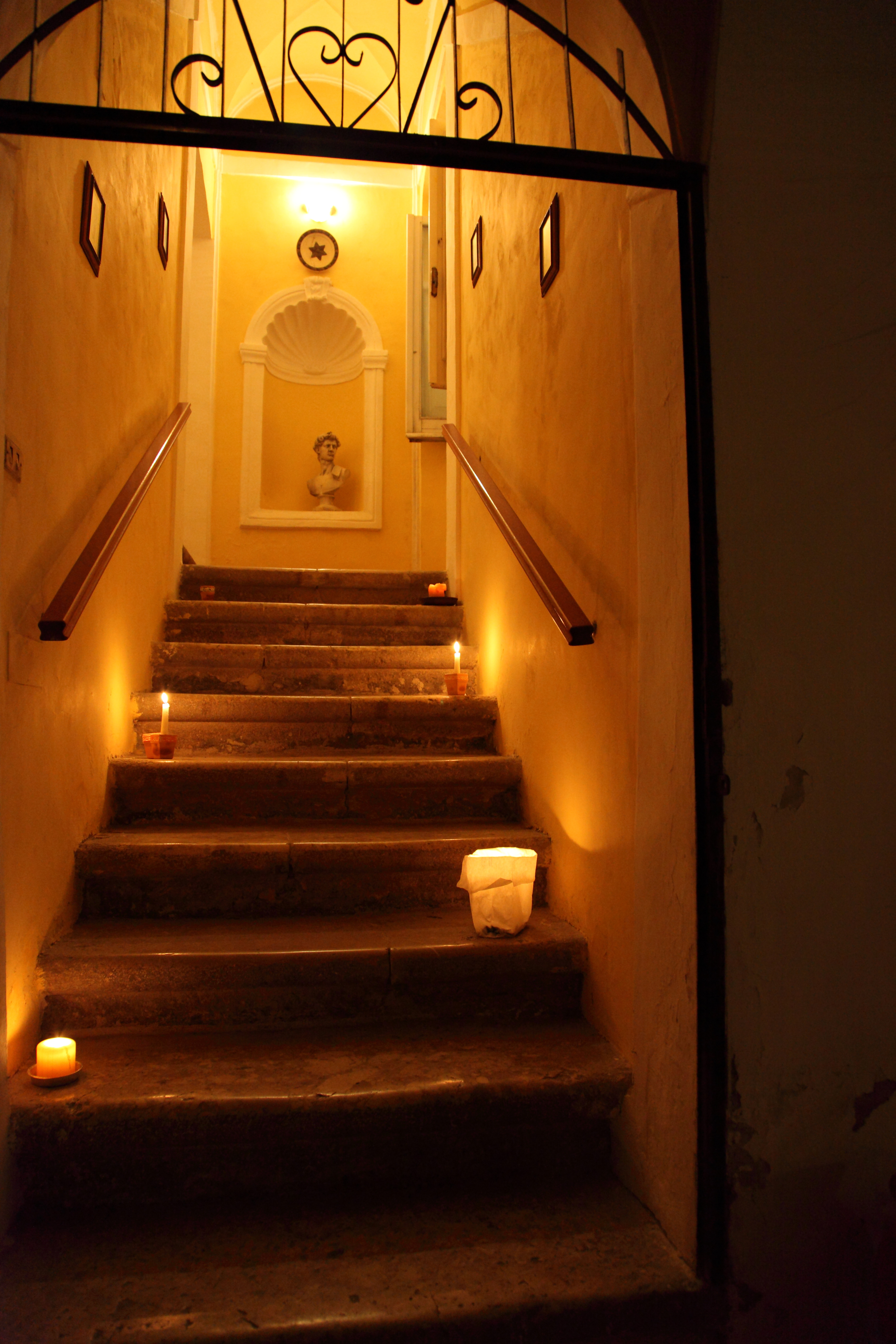
Marmortreppe aus dem 17. Jahrhundert mit Gewölben und alten Nischen

Der Palazzo Ricciardelli ist ein Palast aus dem 17. Jahrhundert im Zentrum  der Gemeinde Aiello del Sabato in der italienischen Region Kampanien. Er wurde im Laufe der Zeit zahlreichen Umbauten unterzogen, was seinen unterschiedlichen Nutzungen geschuldet ist.

## Geschichte
Der Palast begann seine Existenz als Eigentum der Benediktinermönche der Territorialabtei Montevergine. Die Nachbarschaft zur Kirche San Sebastiano, mit der der Palast immer eine einzige Einheit bildete, ist ein offensichtlicher Beweis hierfür. Innen ist der Palast von der Kirche durch einen Kreuzgang getrennt, unter dem ein Verbindungsgang existiert, der von den Klosterschwestern genutzt wurde, um direkt in die Kirche zu gelangen, ohne in der Öffentlichkeit gesehen zu werden. Königin Johanna I. lebte zu ihrer Zeit einige Zeit in dem Palast und fand ihn angenehm und zurückhaltend.
Später kaufte die Familie Ricciardelli, deren Wappen über dem großen Eingangstor zu sehen ist, den Palast. In den 1940er-Jahren wurde er an die Polizei vermietet, die ihn zu ihrer Kaserne machte. Der Geheimgang wurde aus Sicherheitsgründen im Zweiten Weltkrieg zugemauert.
Die Ricciardelli verkauften das gesamte Anwesen später an die Familie De Ciuceis, die es heute noch besitzt. Trotz der riesigen Schäden, die die Erdbeben im Laufe der Jahrhunderte verursachten, insbesondere aber das letzte im Jahre 1980, ist der Palast immer noch sicher und bewohnbar. Bewundernswert ist der Innenhof, die Treppe mit den originalen Marmorplatten, die Nischen, der eingefriedete Garten (der ehemalige Kreuzgang), die Tore und der fachmännisch bearbeitete Stein.